# Marcilly-sur-Seine
Marcilly-sur-Seine és un municipi francès, situat al departament del Marne i a la regió del Gran Est. L'any 2007 tenia 665 habitants.

## Demografia

### Població
El 2007 la població de fet de Marcilly-sur-Seine era de 665 persones. Hi havia 286 famílies, de les quals 78 eren unipersonals (35 homes vivint sols i 43 dones vivint soles), 110 parelles sense fills, 82 parelles amb fills i 16 famílies monoparentals amb fills.
La població ha evolucionat segons el següent gràfic:
Habitants censats

### Habitatges
El 2007 hi havia 348 habitatges, 288 eren l'habitatge principal de la família, 45 eren segones residències i 15 estaven desocupats. 330 eren cases i 14 eren apartaments. Dels 288 habitatges principals, 230 estaven ocupats pels seus propietaris, 53 estaven llogats i ocupats pels llogaters i 5 estaven cedits a títol gratuït; 9 tenien dues cambres, 44 en tenien tres, 86 en tenien quatre i 149 en tenien cinc o més. 227 habitatges disposaven pel capbaix d'una plaça de pàrquing. A 124 habitatges hi havia un automòbil i a 134 n'hi havia dos o més.

### Piràmide de població
La piràmide de població per edats i sexe el 2009 era:
| Homes | Edats   | Dones |
| ----- | ------- | ----- |
| 0     | 95 o +  | 0     |
| 0     | 90 a 94 | 0     |
| 4     | 85 a 89 | 8     |
| 4     | 80 a 84 | 4     |
| 8     | 75 a 79 | 24    |
| 28    | 70 a 74 | 20    |
| 24    | 65 a 69 | 20    |
| 4     | 60 a 64 | 16    |
| 20    | 55 a 59 | 20    |
| 24    | 50 a 54 | 28    |
| 24    | 45 a 49 | 16    |
| 24    | 40 a 44 | 32    |
| 24    | 35 a 39 | 4     |
| 16    | 30 a 34 | 16    |
| 28    | 25 a 29 | 32    |
| 4     | 20 a 24 | 12    |
| 28    | 15 a 19 | 20    |
| 16    | 10 a 14 | 28    |
| 32    | 5 a 9   | 16    |
| 12    | 0 a 4   | 16    |

## Economia
El 2007 la població en edat de treballar era de 417 persones, 299 eren actives i 118 eren inactives. De les 299 persones actives 264 estaven ocupades (147 homes i 117 dones) i 35 estaven aturades (13 homes i 22 dones). De les 118 persones inactives 51 estaven jubilades, 26 estaven estudiant i 41 estaven classificades com a «altres inactius».

### Ingressos
El 2009 a Marcilly-sur-Seine hi havia 293 unitats fiscals que integraven 678 persones, la mediana anual d'ingressos fiscals per persona era de 19.517 €.

### Activitats econòmiques
Dels 24 establiments que hi havia el 2007, 1 era d'una empresa extractiva, 2 d'empreses alimentàries, 1 d'una empresa de fabricació d'elements pel transport, 1 d'una empresa de fabricació d'altres productes industrials, 6 d'empreses de construcció, 5 d'empreses de comerç i reparació d'automòbils, 2 d'empreses de transport, 1 d'una empresa d'hostatgeria i restauració, 2 d'empreses immobiliàries, 1 d'una empresa de serveis, 1 d'una entitat de l'administració pública i 1 d'una empresa classificada com a «altres activitats de serveis».
Dels 7 establiments de servei als particulars que hi havia el 2009, 1 era un paleta, 1 fusteria, 2 lampisteries, 1 empresa de construcció, 1 restaurant i 1 agència immobiliària.
Dels 2 establiments comercials que hi havia el 2009, 1 era una botiga de menys de 120 m² i 1 una peixateria.
L'any 2000 a Marcilly-sur-Seine hi havia 9 explotacions agrícoles que ocupaven un total de 816 hectàrees.

## Poblacions més properes
El següent diagrama mostra les poblacions més properes.